# Euspondylus rahmi
Euspondylus rahmi är en ödleart som beskrevs av  De Grijs 1936. Euspondylus rahmi ingår i släktet Euspondylus och familjen Gymnophthalmidae. Inga underarter finns listade i Catalogue of Life.